# 189

## Родени
- 7 март – Публий Септимий Гета, римски император

## Починали
- Елевтерий, римски папа